# Trentepohlia (Mongoma) pennipes
Trentepohlia (Mongoma) pennipes is een tweevleugelige uit de familie steltmuggen (Limoniidae). De soort komt voor in het Palearctisch, Afrotropisch, Oriëntaals en Australaziatisch gebied.